# Ectreposebastes imus
Ectreposebastes imus is een straalvinnige vissensoort uit de familie van schorpioenvissen (Setarchidae). De wetenschappelijke naam van de soort is voor het eerst geldig gepubliceerd in 1899 door Garman.